# Александр (Матрёнин)
Архиепископ Алекса́ндр (в миру Серге́й И́горевич Матрёнин, латыш. Sergejs Matrjoņins; род. 6 сентября 1973, Рига) — архиерей Латвийской православной церкви Московского патриархата, архиепископ Даугавпилсский и Резекненский (с 2023 года; в 2013—2023 годах — епископ Даугавпилсский и Резекненский).

## Биография
Родился 6 сентября 1973 года в Риге, в семье рабочего и служащей.
После окончания восьми классов Рижской средней школы № 75, в 1988 году поступил в железнодорожное училище, где приобрёл специальность электромеханика. В 1989/90 годах обучался живописи и графике в частной студии; принимал участие в реставрации храма во имя Всех Святых города Риги. Там же исполнял обязанности пономаря.
С 1991 года нёс послушание иподиакона епископа Рижского и всея Латвии Александра (Кудряшова), а также помощника секретаря епархиального управления, одновременно исполняя обязанности референта.
20 апреля 1997 года архиепископом Рижским и всея Латвии Александром был пострижен в иночество с наречением имени Александр, в честь преподобного Александра Свирского.
22 марта 1998 года архиепископом Рижским и всея Латвии Александром в Свято-Троицком кафедральном соборе города Риги хиротонисан во иеродиакона, а 6 сентября 1998 года — во священноинока.
16 октября 1998 года назначен настоятелем домовой Крестовой церкви во имя преподобного Серафима Саровского и определён штатным клириком рижского Свято-Троицкого кафедрального собора.
20 марта 1999 года архиепископом Рижским и Латвийским Александром был пострижен в монашество с именем Александр во имя святого благоверного князя Александра Невского и назначен на послушания письмоводителя и личного секретаря.
В 2000 году окончил Рижскую духовную семинарию.
В январе 2006 года назначен вторым священником возрождённого кафедрального собора Рождества Христова города Риги.
В 2006 году поступил на заочный сектор Московской духовной академии.

### Архиерейство
17 августа 2006 года в храме во имя Всех святых, в Земле Российской просиявших, Патриаршей резиденции в Свято-Даниловом монастыре в Москве, было совершено его наречение во епископа Даугавпилсского, викария Рижской епархии Латвийской православной церкви.
19 августа 2006 года, в день Преображения Господня, в Храме Христа Спасителя в Москве за Божественной литургией хиротонисан во епископа Даугавпилсского. Хиротонию совершили: патриарх Московский и всея Руси Алексий II, митрополит Крутицкий и Коломенский Ювеналий (Поярков), митрополит Калужский и Боровский Климент (Капалин), митрополит Рижский и всея Латвии Александр (Кудряшов), архиепископ Истринский Арсений (Епифанов), архиепископ Тобольский и Тюменский Димитрий (Капалин), архиепископ Верейский Евгений (Решетников), архиепископ Орехово-Зуевский Алексий (Фролов), епископы Филиппопольский Нифон (Сайкали) (Антиохийский Патриархат), епископ Дмитровский Александр (Агриков), епископ Сергиево-Посадский Феогност (Гузиков), епископ Люберецкий Вениамин (Зарицкий), епископ Егорьевский Марк (Головков), епископ Бронницкий Амвросий (Ермаков), епископ Серпуховской Роман (Гаврилов).
Епископ Александр (Матрёнин) являлся помощником правящего митрополита Рижского и всея Латвии Александра (Кудряшова), а также ответственным за приходы Латгалии (восток Латвии).
Решением Священного Синода от 12 марта 2013 года определено преосвященному епископу Александру быть епископом Даугавпилсским и Резекненским — правящим архиереем вновь созданной епархии, входящей в состав Латвийской православной церкви.
23 июля 2023 года в Христорождественском кафедральном соборе в Риге митрополитом Александром (Кудряшовым) возведён в сан архиепископа «за усердное и беспорочное служение Святой Православной Церкви Христовой и за многолетние труды, к 25-летию служения в священном сане, 17-летию архиерейской хиротонии, 10-летию управления Даугавпилсско-Резекненской епархией и 50-летию со дня рождения».

### Общественная деятельность
- В сентябре 1997 года в составе официальной делегации Рижской думы принимал участие в праздновании 850-летия города Москвы.
- В 1999 и 2001 годах в составе официальных делегаций принимал участие в государственных визитах в Грецию глав Латвийского государства президентов Гунтиса Ульманиса и Вайры Вике-Фрейберги.

### Общецерковная деятельность
- В 2002 году по благословению митрополита Рижского и всея Латвии Александра работал в комиссии по подготовке к прославлению первого святого земли Латвийской — священномученика Иоанна Архиепископа Рижского.
- В 2003 году трудился в комиссии по обретению мощей сщмч. Иоанна Архиепископа Рижского, за что в том же году, как и все члены комиссии, был награждён Архиерейской благословенной грамотой.
- В 2004 году принимал активное участие в работе комиссий по встрече в Риге Тихвинской Чудотворной иконы Пресвятой Богородицы и мощей святых преподобномучениц Елизаветы и инокини Варвары.
- По благословению митрополита Александра в течение нескольких лет нёс послушание ответственного по церковной газете «Виноградная лоза» (издания ЛПЦ) и официальному интернет-сайту ЛПЦ Московского Патриархата, одновременно являясь редактором сайта и членом пресс-службы Латвийской православной церкви.
- На Пастырском собрании в декабре 2005 года избран секретарём Церковного суда Латвийской православной церкви.
- В 2006 году работал в составе комиссии по приёму в Латвийской Республике Святейшего Патриарха Московского и всея Руси Алексия II.

## Награды
- В 1999 году Святейшим Патриархом Московским и всея Руси Алексием II был удостоен права ношения наперсного креста, а к празднику Пасхи 2001 года возведения в сан игумена.
- К празднику Пасхи в 2003 году Святейшим Патриархом был удостоен права ношения палицы.
- В 2005 году, по представлению митрополита Александра, Святейшим Патриархом Московским и всея Руси Алексием II удостоился права ношения креста с украшениями.
- 21 июля 2006 года за Божественной литургией в Казанском соборе, что на Красной площади города Москвы, Святейшим Патриархом Московским и всея Руси Алексием II возведён в сан архимандрита.
- Патриаршая грамота (6 сентября 2013)[7].